# فيليب لو
فيليب لو (بالإنجليزية: Phillip Law)‏ هو مستكشف وفيزيائي أسترالي، ولد في 21 أبريل 1912 في فيكتوريا في أستراليا، وتوفي في 28 فبراير 2010 في ملبورن في أستراليا.